# The Cheater
The Cheater è un film muto del 1920 diretto da Henry Otto.

## Trama
Lilly Meany, membro di una banda dei bassifondi londinesi, fingendosi una guaritrice, riesce a entrare nelle grazie di alcuni ricchi ipocondriaci. Raccomandata dalla signora Prall, viene presentata a Lord Asgarby che la supplica di guarire sua sorella Eva, una giovane invalida. Lily ripara una bambola rotta, ispirando la fiducia di Eva che ben presto riesce a guarire. Lord Asgarby finisce ben presto per innamorarsi di Lily e, quando lei gli confessa chi è veramente, lui la perdona e la sposa.

## Produzione
Il film fu prodotto dalla Screen Classics Inc.

## Distribuzione
Distribuito dalla Metro Pictures Corporation, il film uscì nelle sale statunitensi il 7 giugno 1920. In Brasile, prese il titolo di A Espoliadora.